# Próspero Palazzo (Chubut)

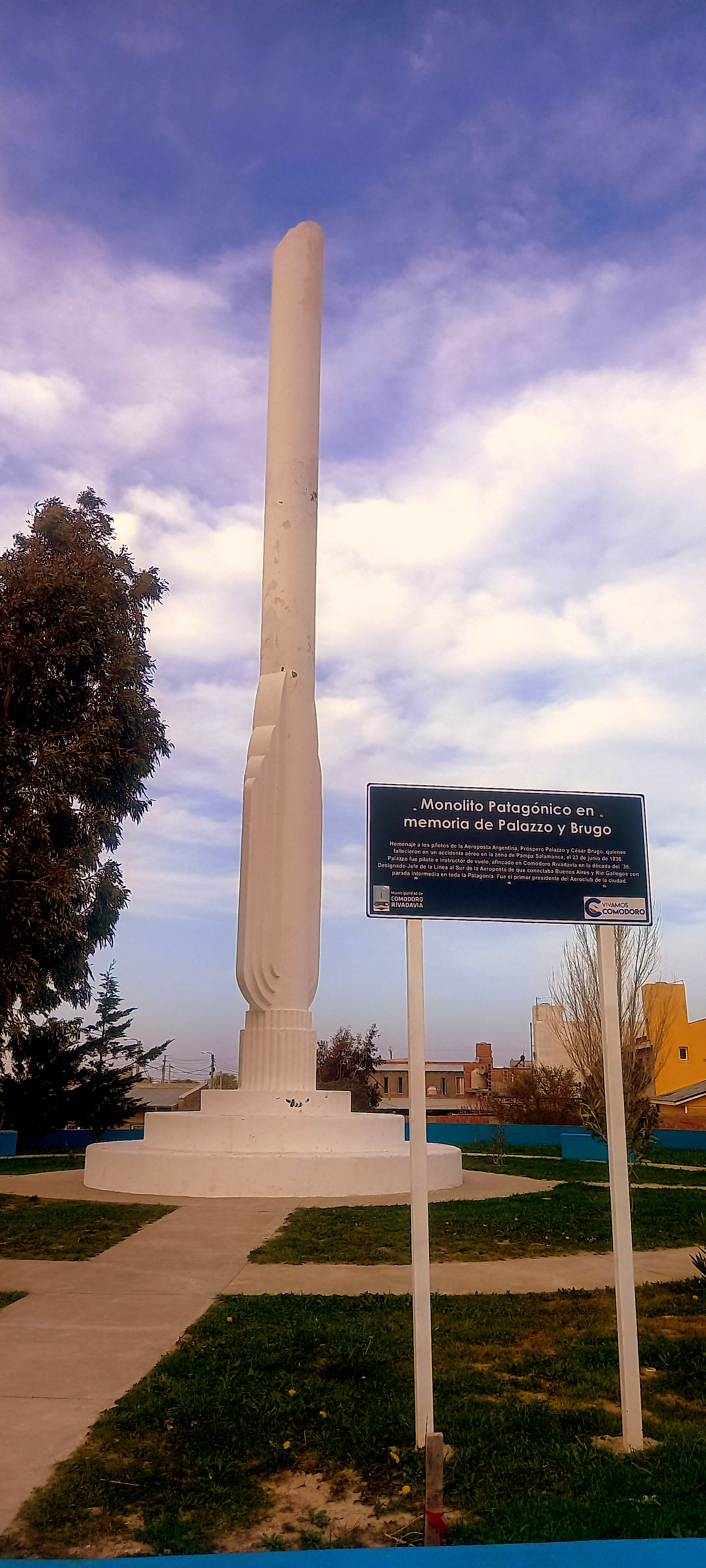
Monumento levantado en honor a Palazzo en el barrio homónino. El mismo recuerda la tragedia.

Próspero Palazzo, llamado simplemente Palazzo en Comodoro, es un barrio comodorense del departamento Escalante, en la provincia del Chubut. Está localizado en la «Zona Norte» del municipio y aglomerado urbano Comodoro Rivadavia - Rada Tilly, por su distancia es un componente recientemente aglomerado, y aunque hoy en día se lo trate solo un barrio de la ciudad petrolera del sur, su tratamiento es específico respecto de otros barrios de la ciudad del Chenque por estar alejado 11 km del centro del aglomerado .
En sus proximidades se halla el Aeropuerto Internacional General Enrique Mosconi. 

## Toponimia
El barrio recuerda al célebre aviador Próspero Palazzo, quien fuera un gran trabajador en su labor aérea y de primeros en la zona. Tuvo un triste final en un accidente aéreo en Pampa Salamanca.

## Población
Contó con 7206 habitantes (Indec, 2010), integra el aglomerado urbano de Comodoro Rivadavia - Rada Tilly, siendo la cuarta localidad más poblada del conjunto y quinta considerando a Rada Tilly. 
| Gráfica de evolución demográfica de Próspero Palazzo entre 1991 y 2010 |
|                                                                        |
| Fuente: Censos nacionales del INDEC                                    |

## Historia
Su primer antecedente fundacional es la inauguración, en 1938, del monolito erigido en homenaje al aviador desaparecido en el trágico accidente del 23 de junio de 1936; el primero en su tipo en territorio argentino. El monolito emplazado in memoriam fue inspiración para el asentamiento de civiles extramuros de la IX Brigada Aérea «Comodoro Rivadavia».

## Datos generales
Infraestructura comunitaria

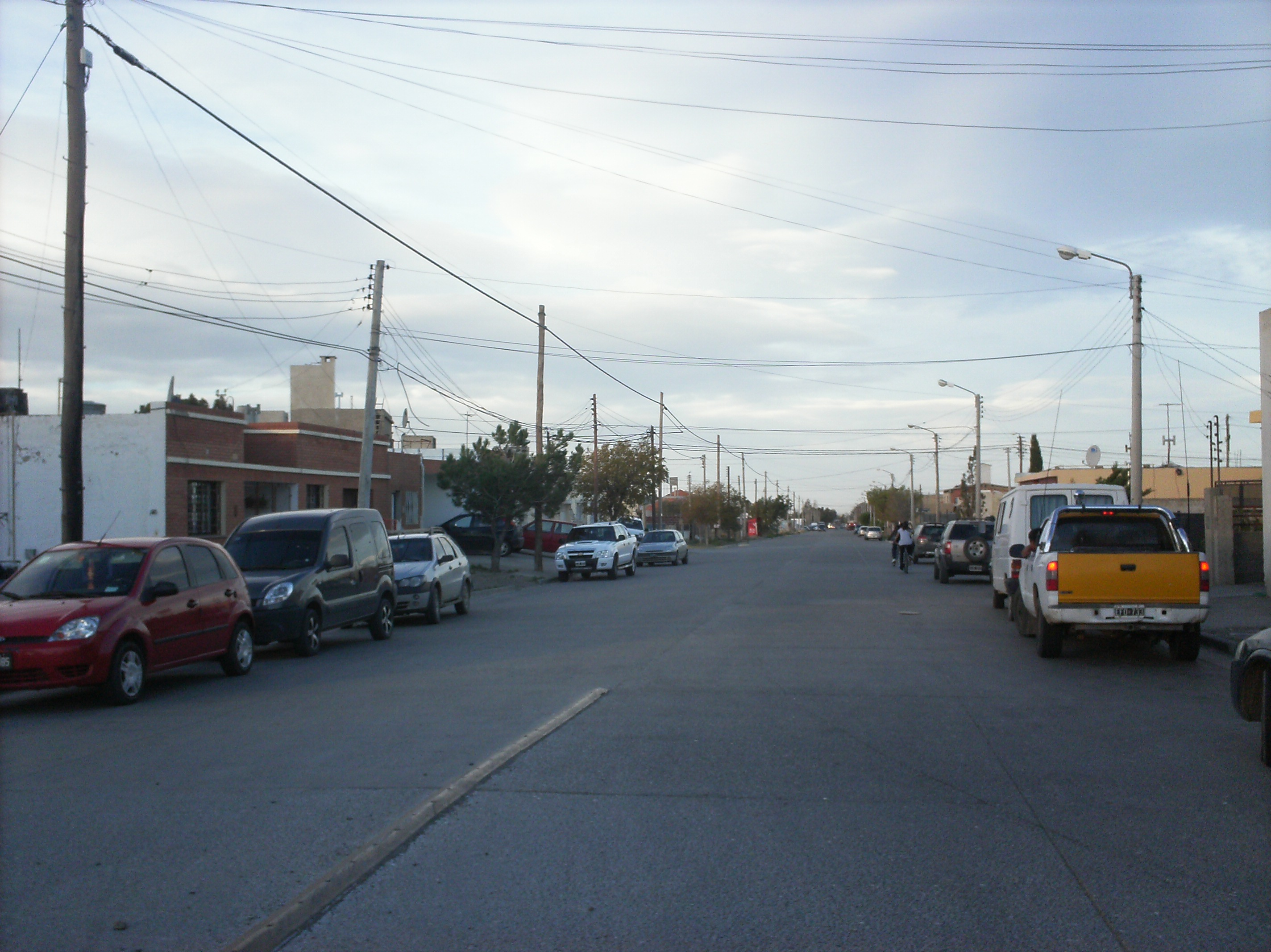
La arteria más importante del barrio, Juan José Paso.

- Centros de Promoción Barrial CPB Palazzo

Av Juan José Paso 1525

### Centros de Salud
- Centro de Atención Primaria Bo. P. Palazzo

Av. Juan José Paso y Tesso

### Asociación Vecinal
- Asociación Vecinal Barrio Próspero Palazzo

Juan José Paso 1525

### Sistema Educativo
- Jardines de Infantes

Jardín N.º 408 Juan José Paso N.º 351

### Escuelas EGB 1 y 2
- Escuela N.º 23 Doctor Carlos Madariaga

Juan José Paso 1449

### Escuelas EGB 3 y Polimodal
- Escuela N.º 722 "Prospero Palazzo"

J.J. Paso 2135

### Lugares de culto
- Capilla Virgen del Valle

Juan José Paso 1460
- Parroquia San Juan Bautista

Juan José Paso 1590
- Iglesia de Jesucristo de los Santos de los Últimos Días

Alas Argentinas 2245

### Biblioteca
- Biblioteca de Palazzo

J. J. Paso 1525

### Clubes
- Club Deportivo Próspero Palazzo.